# دیه‌گو هارتفیلد
 دیه‌گو هارتفیلد (انگلیسی: Diego Hartfield؛ زادهٔ ۳۱ ژانویهٔ ۱۹۸۱) یک تنیس‌باز اهل آرژانتین است. 